# Dragonland
Dragonland je metalová skupina ze Švédska. Byla založena v roce 1999 a je stále aktivní. Skupina je známá především díky prvním dvěma albům (The Battle of the Ivory Plains a Holy War ) .

## Diskografie
- Storming Across Heaven Demo (2000)
- The Battle of the Ivory Plains (2001)
- Holy War (2002)
- Starfall (2004)
- Astronomy (2006)
- Under The Grey Banner (2011)